# Michał Czarnocki (urzędnik ziemski)
Michał Czarnocki herbu Lis (ur. 1711, zm. 2 lipca 1788) – stolnik stężycki, cześnik chęciński, konfederat barski.

## Życiorys
Był synem stolnika sanockiego Adama Franciszka Czarnockiego i Jadwigi z Gosławskich. Około 1761 przeprowadził zagon na terytorium Turcji, zagarniając kilkaset koni, za co został skazany przez Trybunał Koronny. Gdy skarb państwa zajął połowę jego wsi Secemin, Czarnocki zaskarżył wyrok przed sądem konfederacji radomskiej w 1767. 21 czerwca 1768 obwołano go w Krakowie marszałkiem konfederacji barskiej. Wystosowywał odezwy do mieszkańców powiatów, wzywając ich, by przystąpili do konfederacji, która została zawiązana w Barze na Podolu. Chociaż formalnie stał na czele konfederacji, w rzeczywistości dowodzili nią marszałek nadworny koronny Jerzy August Mniszech i Wielopolscy. Czarnocki znany był bowiem z nadużywania alkoholu, przy którym zwykł wołać: „Dawaj wina, póki stanie Secemina”. 17 sierpnia 1768, po rosyjskim szturmie Krakowa, został wzięty do niewoli. Początkowo przetrzymywano go w Kijowie, a następnie został zesłany do Kazania. W 1773 odzyskał wolność i powrócił do kraju. Został pochowany pod wielkim ołtarzem w kościele parafialnym w Seceminie. Z małżeństwa z Apolonią z Misiowskich nie pozostawił potomstwa.